# 斯德哥爾摩布羅馬機場
斯德哥爾摩布羅馬機場（瑞典語：Stockholm-Bromma flygplats）是瑞典斯德哥爾摩一個機場，位於市中心以西北4海里（7.4千米），是最接近斯德哥爾摩市區的機場。布羅馬機場是瑞典第五大機場（依2008年統計），斯德哥爾摩附近第三大機場，瑞典第三多升降數量的機場。
布羅馬機場於1936年啟用。

## 外部連結
- 布羅馬機場官方網站 （页面存档备份，存于）